# 瓦伊穆加河
瓦伊穆加河是俄羅斯的河流，屬於葉姆察河的左支流，由阿爾漢格爾斯克州負責管轄，河道全長152公里，流域面積4,210平方公里，河水主要來自融雪。